# Sideridis vindemialis
Sideridis vindemialis là một loài bướm đêm trong họ Noctuidae.